# Siegfried Valentin

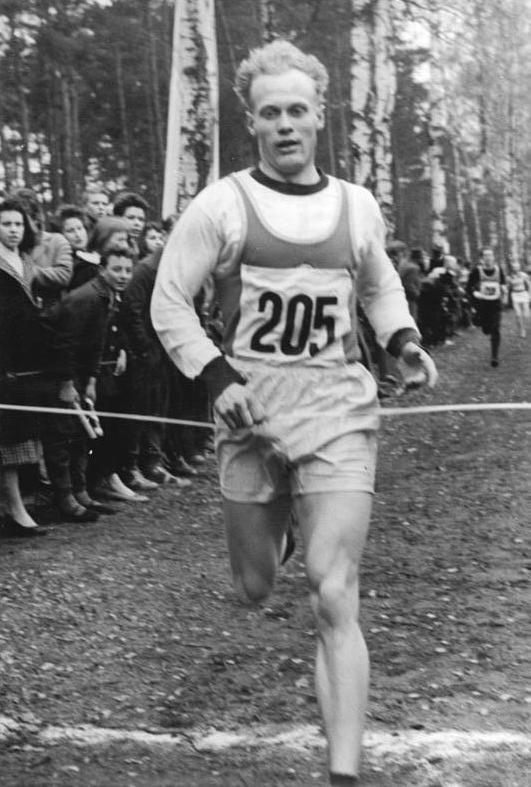
Siegfried Valentin 1958 bei den Berliner Waldlaufmeisterschaften

Siegfried Valentin (* 23. Februar 1936 in Wallwitz, Landkreis Guben; † 11. Januar 2022 in Potsdam) war ein deutscher Leichtathlet aus der DDR.

## Karriere
Der Mittelstreckenläufer stellte am 9. August 1958 in Posen mit der Nationalstaffel der DDR über 4-mal 1500 Meter einen Weltrekord auf, am 23. Juli 1963 gelang ihm dies in Potsdam ein weiteres Mal.
Siegfried Valentin war 1959 der erste Deutsche, der die klassische englische Meile (1609,344 m) unter vier Minuten (3:56,5 min) lief. Diese Zeit bedeutete Europarekord.
Am 19. Juli 1960 stellte er in Potsdam im Stadion Luftschiffhafen mit der Zeit von 2:16,7 min einen Weltrekord im 1000-Meter-Lauf auf und war damit erster Weltrekordler der DDR in einer Einzeldisziplin.
Er wurde viermal DDR-Meister im 1500-Meter-Lauf: 1959, 1960, 1961 und 1964; 1964 gewann er auch den Hallentitel. Insgesamt stellte er von 1958 bis 1960 acht DDR-Rekorde im 800-, 1000- und 1500-Meter-Lauf auf.
Bei den Olympischen Spielen 1960 und 1964 schied er jeweils im Vorlauf des 1500-Meter-Laufes aus (1960: 3:46,9 min; 1964: 3:44,9 min).
1959 wurde er Sieger der Welt-Studentenspiele im 800-Meter-Lauf (1:49,3 min) in Wien.
Siegfried Valentin gehörte dem ASK Vorwärts Berlin an, wo er von Curt Eins trainiert wurde. In seiner Wettkampfzeit war er 1,73 m groß und 63 kg schwer. Er praktizierte das von Ewald Mertens empfohlene und von Woldemar Gerschler bereits 1933 propagierte Intervalltraining, das durch sowjetische Periodisierungselemente angereichert war.

## Bestzeiten
- 800 Meter: 1:46,8 min (1960)
- 1000 Meter: 2:16,7 min (1960)
- 1500 Meter: 3:38,7 min (1960)
- 3000 Meter: 8:06,4 min (1959)
- 5000 Meter: 13:56,8 min (1964)